# Raymond Bru
Raymond Jean Bru (Bruxelles, 30 marzo 1906 – dicembre 1989) è stato uno schermidore belga, vincitore di una medaglia di bronzo nella scherma ai giochi olimpici.

## Palmarès
In carriera ha ottenuto i seguenti risultati:
- Giochi Olimpici:

Londra 1948: argento nel fioretto a squadre.
- Campionati internazionali

Napoli 1929: argento nel fioretto a squadre.
Liegi 1930: bronzo nel fioretto a squadre.